# Hendrik I van Hachberg
Hendrik I van Hachberg (voor 1190 - 2 juli 1231) was van 1212 tot 1231 markgraaf van Baden-Hachberg. Daarvoor was hij samen met zijn oudere broer Herman V markgraaf van Baden.

## Levensloop
Hendrik I was de tweede zoon van markgraaf Herman IV van Baden en Bertha van Tübingen. In 1190 volgden Hendrik en zijn oudere broer Herman V hun vader op als markgraven van Baden. Uiteindelijk beslisten de broers rond het jaar 1212 om hun grondgebied te splitsen: Hendrik I kreeg Baden-Hachberg, Herman V kreeg Baden-Baden. Het rijk van Hendrik I was echter verdeeld in heel wat kleine graafschappen, wat tot zeer veel conflicten leidde.
Nadat de laatste heerser uit het huis Zähringen, Berthold V, was overleden, werd Hendrik I in 1218 door keizer Frederik II officieel benoemd tot landgraaf van Breisgau. 
Hendrik huwde met Agnes van Urach, een dochter van graaf Egino IV van Urach. Na zijn dood werd zij in 1231 regentes voor hun minderjarige zoon. Ze kregen volgende kinderen:
- Hendrik II (overleden in 1297 of 1298), markgraaf van Baden-Hachberg.
- Werner, domheer van Straatsburg.
- Herman

Hij werd begraven in de kerk van het klooster Tennenbach, dat de traditionele begraafplaats van de leden van het huis Baden-Hachberg zou worden.